# Paulo César da Silva
Paulo César da Silva (São Paulo, 21 de julio de 1963) es un exjugador de baloncesto, artista marcial mixto y luchador profesional brasileño, más conocido por su nombre artístico Giant Silva. Silva es famoso por sus apariciones en World Wrestling Federation, New Japan Pro Wrestling, Consejo Mundial de Lucha Libre y HUSTLE, así como en varias empresas independientes.

## Carrera en el baloncesto
Antes de dedicarse a la lucha libre, Silva fue jugador profesional de baloncesto en su país, jugando para clubes como Espéria, Rio Claro Basquete y Vasco da Gama. En 1988 compitió en el torneo de baloncesto masculino de los Juegos Olímpicos de Seúl como parte del equipo nacional brasileño.

## Carrera en la lucha libre profesional

### Memphis Wrestling (1998)
En 1998, Silva debutó en Memphis Wrestling como Giant King, usando un gimmick de rey de estilo inglés, siendo introducido por Randy Hales para atacar a Jerry "The King" Lawler. Poco tiempo después, Silva dejó la empresa.

### World Wrestling Federation (1998-2000)
Silva debutó en la World Wrestling Federation en 1998 bajo el nombre de Giant Silva, siendo parte de Oddities, un stable de luchadores monstruosos introducido por The Jackyl. Inicialmente monster heels, fueron abandonados por Jackyl y, tras un tiempo de inactividad, fueron reintroducidos por Sable como faces, bajo la nueva imagen de un grupo de amantes de la diversión que bailaban en su entrada al ring y no les importaba mucho el resultado de los combates. Silva, el principal enforcer del grupo, no luchó más que en six-man tag team matches con los miembros Kurrgan y Golga, ya que ellos eran el tag team principal dentro de Oddities. El debut del grupo en un evento fue en SummerSlam 1998, en el que derrotaron a Kaientai. De ahí en adelante comenzaron a ser acompañados por Insane Clown Posse (Shaggy 2 Dope & Violent J).
Más tarde, el grupo comenzó un feudo con The Headbangers. Tras ganar Oddities la mayoría de los combates, fueron traicionado por Insane Clown Posse cuando éstos se unieron a The Headbangers y les atacaron. Tras ello, George "The Animal" Steele se unió al grupo a la salida de ICP, continuando el feudo. Acabado éste, los miembros de Oddities entraron en otro con Too Cool (Brian Christopher & Scott Taylor) y Disciples of Apocalypse (8-Ball & Skull), realizando varios combates en Heat y Shotgun, en la mayoría de los cuales Oddities perdieron. Tras esto, todos los miembros entraron en inactividad hasta que, a mediados de 1999 fueron liberados de sus contratos. En el caso de El Gigante Silva su no renovación se debió a que Vince no quería a dos gigantes en la empresa (Big Show)
El 26 de abril de 2000, Giant Silva hizo una aparición representando a la WWF en un show conjunto entre Independent Wrestling Association y World Wrestling Federation, pero fue derrotado por el luchador de la IWA Pain. Esa fue la última aparición de Silva en la WWF.

### Consejo Mundial de Lucha Libre (1999-2003)
En marzo de 1999, Silva fue transferido por la WWF al Consejo Mundial de Lucha Libre, donde se presentó como Gigante Silva. Silva, el luchador más grande en pisar jamás un cuadrilátero de CMLL, se reveló face y se hizo enormemente popular gracias a su tamaño y su gran agilidad, que le permitía realizar movimientos impropios de luchadores de su talla. Su principal terreno fueron los combates en desventaja, donde luchó al lado de estrellas como El Hijo del Santo, Atlantis, Rayo de Jalisco, Jr. y Brazo de Plata, ganando siempre a pesar de la desventaja numérica gracias a su imponente físico. Así mismo, Silva entraría en un breve feudo con su antiguo aliado Gigante Kurrgan, quien era también un enorme luchador.
En noviembre de 2003, Silva tornó a heel y se convirtió en el aliado de Pierroth, Jr. en su feudo con Universo 2000. Sirviendo como guardaespaldas de Pierroth, Silva interfirió en su combate con Universo 2000 el 5 de diciembre, pero aun así Pierroth fue derrotado. Poco después, Silva abandonó la empresa.

### New Japan Pro Wrestling (2001-2003)

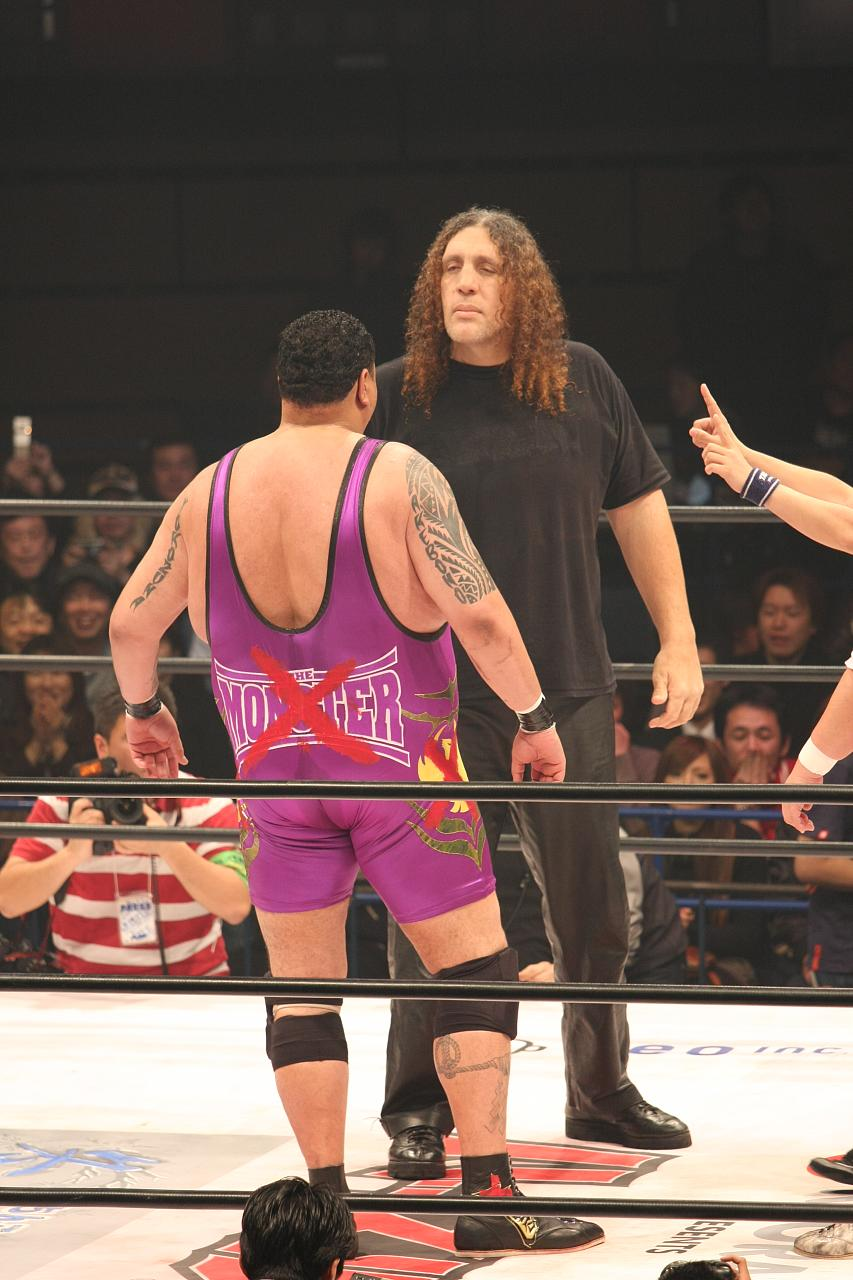
Silva en un combate contra Bono-chan.

En 2001, Silva fue contratado por Antonio Inoki para New Japan Pro Wrestling, donde debutó el 12 de agosto como miembro del stable heel Team 2000, liderado por Masahiro Chono. Allí, después de competir individualmente en el torneo G1 World 2001, se unió a Giant Singh para formar el equipo Club 7, convirtiéndose en los guardaespaldas de Chono. El dúo tuvo su primer combate el 8 de octubre, derrotando a Yutaka Yoshie, Kenzo Suzuki, Hiroshi Tanahashi & Wataru Inoue en un Handicap Match, En febrero, Silva compitió en un torneo por el vacante Campeonato de la IWGP, pero fue derrotado en la primera ronda por el eventual ganador, Tadao Yasuda. Dos días después, Silva, Singh y Chono ganaron el Teisen Hall Cup 6 Man Tag Team Tournament.
Tras ello, Club 7 participó en un torneo por los Campeonatos en Parejas de la IWGP, pero fueron derrotados por Yuji Nagata & Manabu Nakanishi en las semifinales debido a un enfrentamiento entre Silva y Singh. Esto ocasionó la ruptura de Club 7 y la apertura de un feudo entre ambos. Éste finalizó el 29 de agosto en Cross Road, donde Silva derrotó a Singh. Tras ello, Silva fue liberado de su contrato. 
Más tarde, en enero de 2003, Silva volvería durante una noche a la empresa bajo una máscara y con el nombre de Dai Majin, basado en el personaje de la película Daimajin. Con esta guisa, Silva fue un integrante especial del Makai Club, haciendo equipo con Makai #1 para enfrentarse a Hiro Saito & Tatsutoshi Goto. Esa fue la última aparición de Silva en la NJPW.

### HUSTLE (2004-2008)
Silva debutó en HUSTLE en su primer programa, HUSTLE-1, en 2004, derrotando fácilmente a Katsuhisa Fujii & Kohei Sato. La misma noche, Silva atacó Naoya Ogawa en su combate con Goldberg, provocando la derrota de Ogawa. Tras el lanzamiento del nuevo HUSTLE con la aparición del grupo heel Takada Monster Army, Silva se reveló como uno de sus mayores enforcers. Después de conseguir varias victorias los meses siguientes, Silva apareció en HUSTLE House Christmas Special 2006, donde se enfrentó junto a Dan Bobbish & Jun Kasai a Kintaro Kanemura, Masako Tanaka & Tetsuhiro Kuroda, siendo ganador el equipo de Silva. En la segunda parte del evento, Silva lideró el equipo del Monster Army en un Tag Team Captain's Fall contra el equipo de Kaz Hayashi, pero fue derrotado. Su siguiente aparición eventual fue en HUSTLE Aid 2006, donde irrumpió para destrozar con un mazo el coche de la estrella invitada Caiya, la cual lo había retado a un combate por equipos; durante el mismo, Silva y Giant Vabo derrotaron a Caiya & Naoya Ogawa. 
Meses más tarde, Silva apareció con el gimmick de Silva 28 (シルバ28号 Silva 28-gō?), un mecha construido a su imagen y semejanza y en parodia al anime Tetsujin 28-gō. Silva haría equipo con Yuji Shimada, quien lo manejaba por control remoto, para luchar contra Shinjiro Otani, pero éste consiguió averiar las antenas de control de Silva, lo que le descontroló y que permitió a Otani ganar el combate. Luego, el Silva original conseguiría otra victoria en HUSTLE House Christmas Special 2007, donde derrotó con Bob Sapp & Scott Norton a Giant Vabo, Monster Bono & RG. Tras ello entró en un feudo con Bono-chan, aunque sin llegar a luchar individualmente entre ellos. Poco después, Silva fue (kayfabe) cibernetizado por el dr. Nakamatsu para enfrentarse a Super HG en un combate por equipos en Hustlemania 2008, donde su bando, compuesto por Fake HG y Wolf Man, logró la victoria sobre HG, RG y Alan Kuroki.

### National Wrestling Superstars (2009-2010)
Silva hizo su retorno a Estados Unidos en la National Wrestling Superstars. Nada más debutar, Silva innovó un tipo de lucha llamada Gulliver's Travels, compitiendo siempre contra cuatro jobbers en cada combate. Poco después, Silva reformó el grupo Odd-It-Tees con George Steele y The Zombie, compitiendo con ellos durante un corto tiempo. Tras ello, Silva compitió sólo en combates Gulliver's Travels, siendo liberado de su contrato en mayo de 2010.

## Carrera en las artes marciales mixtas
En 2003, Silva fue contratado por Dream Stage Entertainment, gracias a la cual comenzó una corta trayectoria en las artes marciales mixtas en PRIDE Fighting Championships.

### PRIDE Fighting Championships (2003-2006)
Durante su estancia en PRIDE, Silva entrenó en jiu-jitsu brasileño con miembros de la familia Gracie, tales como Ricardo Gracie y Ralek Gracie, así como Ricardo Bittencourt de la academia de Renzo Gracie. Aunque su entrenamiento no fue muy extenso, lo que afectó el curso de su carrera en las MMA, Silva era capaz de suplirlo con su inusual tamaño y alcance. En una de las sesiones con Bittencourt, Silva le dislocó accidentalmente el hombro al descargar su peso sobre él.
El 31 de diciembre de 2006 derrotó al yokozuna Akebono Tarō por sumisión Kimura lock en el K-1 Premium Dynamite!! 2006 como último combate de su carrera. Esta sería su segunda victoria, siendo su marca 2 victorias y 6 derrotas en PRIDE y K-1.

## Vida personal
Silva está casado con su esposa Catia y tiene dos hijos, Luiz y Adriele. Su hijo Luiz se dedica también a los deportes de combate, y ha practicado lucha libre, capoeira y jiu-jitsu brasileño bajo la influencia de Silva.

## En lucha

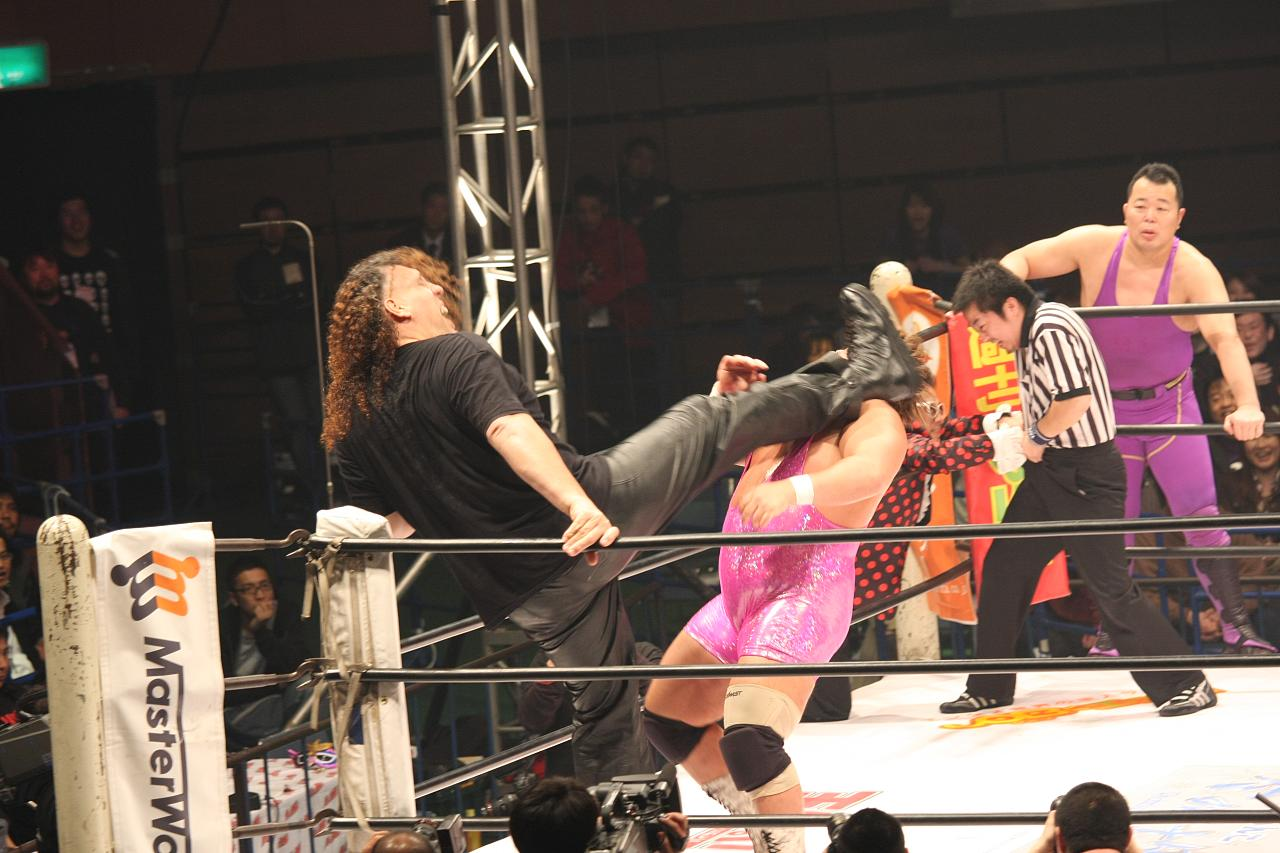
Silva realizando una big boot a Yoshie-chan.

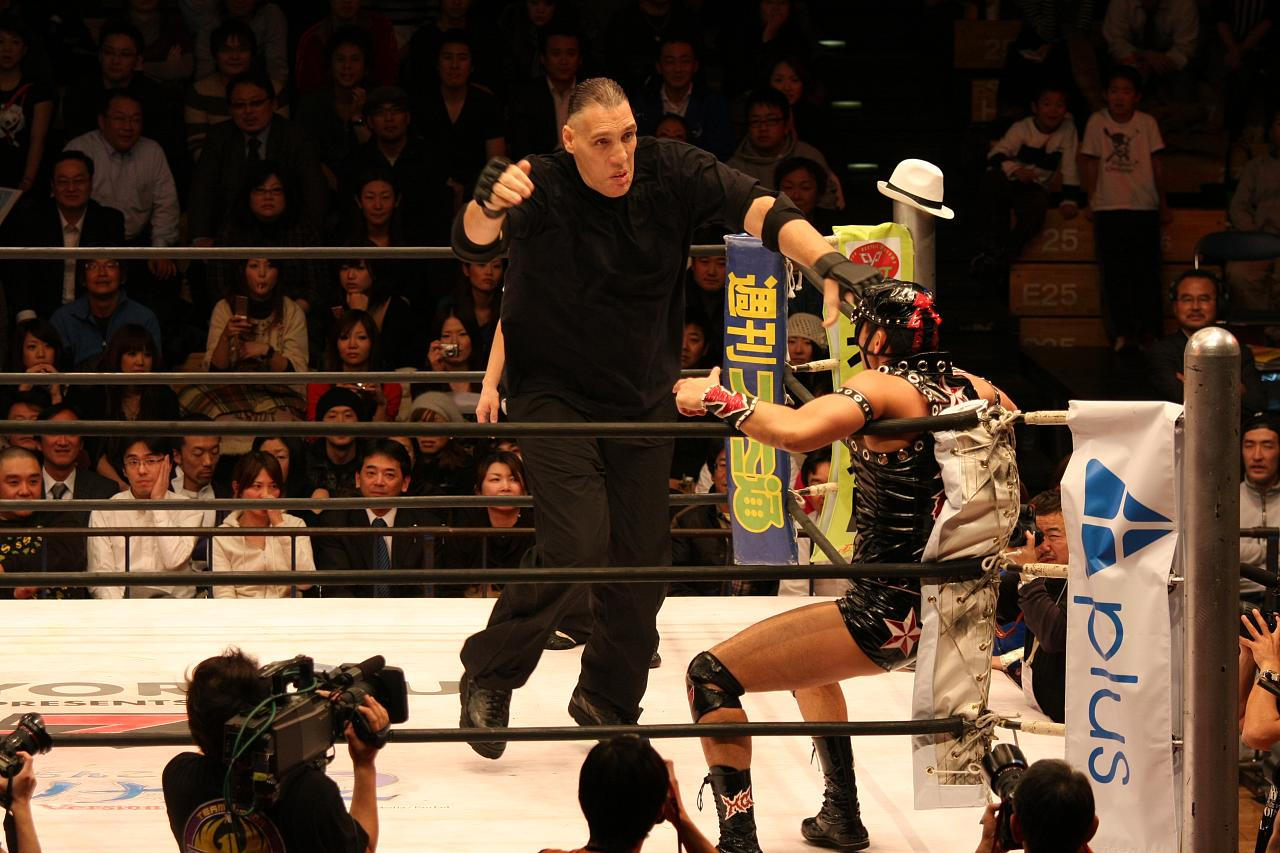
Silva realizando un corner clothesline a HG.

- Movimientos finales
  - Giant Press[1][2] (Diving splash, a veces a un oponente sobre una mesa)[4]
  - Giant Slam[2] (Gorilla press slam)
  - Standing powerbomb[1] - 1998-1999
  - Chokeslam[1][4]

- Movimientos de firma
  - Bearhug
  - Big boot[23]
  - Big splash[24]
  - Corner clothesline
  - Clothesline a un oponente cargando
  - Diving crossbody[25]
  - Forearm club[25]
  - Gorilla press drop[25]
  - Jumping side slam[24]
  - Inverted atomic drop[23]
  - Leg drop[23]
  - One-handed clawhold, a veces derivado en clawhold slam[1] o clawhold STO[1]
  - Pendulum backbreaker[1]
  - Plancha
  - Running elbow drop
  - Scoop slam[23]
  - Spear[24]
  - Standing one shoulder powerbomb
  - Sunset flip[24]
  - Tomoe nage a un oponente arrinconado[26]
  - Vertical suplex,[1] a veces desde una posición elevada[1]

- Mánagers
  - The Jackyl
  - Luna Vachon
  - Masahiro Chono

- Apodos
  - "The Largest Man in the World"[27]
  - "The South American Soldier"[13]
  - "Paulão"[1]

## Campeonatos y logros

### Baloncesto
- Miembro del equipo de los Juegos Olímpicos (1992)

### Lucha libre profesional
- Consejo Mundial de Lucha Libre
  - Torneo de Tríos (2001) - con La Fiera

- New Japan Pro Wrestling
  - Teisen Hall Cup (2002) - con Masahiro Chono & Giant Singh[28]

## Récord en artes marciales mixtas
| Resultado | Récord | Oponente        | Método                        | Evento                        | Fecha                   | Ronda | Tiempo | Localización   |
| --------- | ------ | --------------- | ----------------------------- | ----------------------------- | ----------------------- | ----- | ------ | -------------- |
| Victoria  | 2-6    | Akebono         | Sumisión (Kimura lock)        | K-1 Premium Dynamite!! 2006   | 31 de diciembre de 2006 | 1     | 1:02   | Osaka, Japón   |
| Derrota   | 1-6    | Ikuhisa Minowa  | TKO (rodillazos)              | PRIDE Bushido 10              | 2 de abril de 2006      | 1     | 2:33   | Tokio, Japón   |
| Derrota   | 1-5    | James Thompson  | TKO (golpes)                  | PRIDE Shockwave 2005          | 31 de diciembre de 2005 | 1     | 1:28   | Saitama, Japón |
| Derrota   | 1-4    | Choi Mu Bae     | Sumisión (arm triangle choke) | PRIDE Shockwave 2004          | 31 de diciembre de 2004 | 1     | 5:47   | Saitama, Japón |
| Derrota   | 1-3    | Takashi Sugiura | TKO (puñetazos)               | PRIDE Bushido 4               | 19 de julio de 2004     | 1     | 2:35   | Nagoya, Japón  |
| Derrota   | 1-2    | Naoya Ogawa     | TKO (puñetazos)               | PRIDE Critical Countdown 2004 | 20 de junio de 2004     | 1     | 3:29   | Saitama, Japón |
| Victoria  | 1-1    | Henry Miller    | Sumisión (Kimura lock)        | PRIDE Total Elimination 2004  | 25 de abril de 2004     | 1     | 4:04   | Saitama, Japón |
| Derrota   | 0-1    | Heath Herring   | Sumisión (rear naked choke)   | PRIDE Shockwave 2003          | 31 de diciembre de 2003 | 3     | 0:35   | Saitama, Japón |